# Skunk Fu
Skunk Fu ist eine irisch-britische-deutsch Zeichentrickserie für Kinder, die zwischen 2007 und 2008 produziert wurde.

## Handlung
Das Stinktier Skunk hat es nicht leicht, da es sehr tollpatschig ist und fälschlicherweise bereits als Baby in die Obhut eines alten Panda geraten ist. Da Skunk vom Himmel gefallen ist, glauben die anderen Bewohner er sei ein Geschenk des Himmels und dazu berufen, die Tiere im Tal zu retten und zu beschützen. So wächst er im Tal auf und befreundet sich mit vielen Bewohnern. Da er sich der Feinde der Bewohner, wie dem bösen Drache bewusst wird, unterzieht er sich mit zehn Jahren einem Kung-Fu-Training, bei dem alten Pandabären und teilweise auch bei anderen Bewohnern. Allerdings muss er noch viel lernen, macht öfters aufgrund seiner Tollpatschigkeit Fehler und lässt sich zu schnell von seiner Lust nach Abenteuern und anderen Dingen ablenken.

## Produktion und Veröffentlichung
Die Serie wurde zwischen 2007 und 2008 von Cartoon Saloon, Telegael, Hoek, Line & Thinker and Super RTL produziert. Dabei sind 26 Doppelfolgen entstanden.
Die deutsche Erstausstrahlung fand am 12. Mai 2008 auf Super RTL statt. Weitere Wiederholungen im deutschsprachigen Fernsehen erfolgten auf Toggo plus. Zudem wurde die Serie auf DVD und dem Video-on-Demand-Anbieter Kividoo veröffentlicht.

## Synchronisation
Die deutsche Synchronfassung zur Serie entstand bei der Splendid Synchron GmbH in Köln, unter der Dialogregie und nach einem Buch von Cay-Michael Wolf.
| Rolle  | Originalsprecher | Deutscher Sprecher          |
| ------ | ---------------- | --------------------------- |
| Baboon | Paul McLoone     | Josef Tratnik               |
| Dragon | Rod Goodall      | Reinhard Schulat-Rademacher |
| Panda  | Paul Tylak       | Heinz Ostermann             |
| Rabbit | Paul Tylak       | Daniel Werner               |
| Pig    | Tony Acworth     | Stephan Schleberger         |
| Skunk  | Jules de Jongh   | Eva Michaelis               |
| Frog   | –                | Heiko Obermöller            |

## Episodenliste
| Folge | Part | deutscher Titel                      | deutsche Erstausstrahlung | Originaltitel                    |
| 1     | a    | Die Kunst der Berührung              | 12.05.2008                | The Art of the Touch             |
| 1     | b    | Die Kunst des Kung Frucht            | 12.05.2008                | The Art of Kung Fruit            |
| 2     | a    | Die Kunst der Täuschung              | 13.05.2008                | The Art of the Double Cross      |
| 2     | b    | Die Kunst nichts zu denken           | 13.05.2008                | The Art of No Mind               |
| 3     | a    | Die Kunst der Gastfreundschaft       | 14.05.2008                | The Art of Hospitality           |
| 3     | b    | Die Kunst des Tunnelbaus             | 14.05.2008                | The Art of Tunneling             |
| 4     | a    | Die Kunst der Gehirnwäsche           | 15.05.2008                | The Art of Brain Washing         |
| 4     | b    | Die Kunst der Trüffel-Suche          | 15.05.2008                | The Art of Truffling             |
| 5     | a    | Die Kunst, ein Kieselstein zu sein   | 16.05.2008                | The Art of Being a Pebble        |
| 5     | b    | Die Kunst des Monkey-Schleuderns     | 16.05.2008                | The Art of Monkey Launching      |
| 6     | a    | Die Kunst der Ausrede                | 19.05.2008                | The Art of Passing the Buck      |
| 6     | b    | Die Kunst des inneren Lichts         | 19.05.2008                | The Art of Darkness              |
| 7     | a    | Die Kunst des Kicherns               | 20.05.2008                | The Art of Giggling              |
| 7     | b    | Die Kunst des Heimzahlens            | 20.05.2008                | The Art of Revenge               |
| 8     | a    | Die Kunst der Verantwortung          | 21.05.2008                | The Art of Responsibility        |
| 8     | b    | Die Kunst der Geduld                 | 21.05.2008                | The Art of Patience              |
| 9     | a    | Die Kunst der Schildkröten-Wache     | 22.05.2008                | The Art of Turtle Watching       |
| 9     | b    | Die Kunst des Lachens                | 22.05.2008                | The Art of Leaving Them Laughing |
| 10    | a    | Die Kunst des Steckenbleibens        | 23.05.2008                | The Art of Getting Stuck         |
| 10    | b    | Die Kunst der Ausdauer               | 23.05.2008                | The Art of Endurance             |
| 11    | a    | Die Kunst der Klebrigkeit            | 26.05.2008                | The Art of Stickiness            |
| 11    | b    | Die Kunst der Konkurrenz             | 26.05.2008                | The Art of Rivalry               |
| 12    | a    | Die Kunst des Glücks                 | 27.05.2008                | The Art of Luck                  |
| 12    | b    | Die Kunst des Klick-Klack            | 27.05.2008                | The Art of Conkering             |
| 13    | a    | Die Kunst der Traumsteuerung         | 28.05.2008                | The Art of Dream Control         |
| 13    | b    | Die Kunst des Zugebens               | 28.05.2008                | The Art of Stealing              |
| 14    | a    | Die Kunst des Unterwasser-Kung-Fu    | 29.05.2008                | The Art of No Lung Fu            |
| 14    | b    | Die Kunst des Drachensteigens        | 29.05.2008                | The Art of Kiting                |
| 15    | a    | Die Kunst der Blitzenden Kralle      | 30.05.2008                | The Art of Lightning             |
| 15    | b    | Die Kunst des Erwachsenwerdens       | 30.05.2008                | The Art of Initiation            |
| 16    | a    | Die Kunst des Verliebtseins          | 02.06.2008                | The Art of the Crush             |
| 16    | b    | Die Kunst des Rollentauschs          | 02.06.2008                | The Art of Destiny Swapping      |
| 17    | a    | Die Kunst der richtigen Ausstrahlung | 03.06.2008                | The Art of Attitude              |
| 17    | b    | Die Kunst des Dim Sum Fu             | 03.06.2008                | The Art of Dim Sum Fu            |
| 18    | a    | Die Kunst des Fächertanzes           | 04.06.2008                | The Art of Fan Fan               |
| 18    | b    | Die Kunst des Wettstreits            | 10.08.2008                | The Art of Wushu                 |
| 19    | a    | Die Kunst des Faulenzens             | 05.06.2008                | The Art of Being Lazy            |
| 19    | b    | Die Kunst der Beeinflussung          | 05.06.2008                | The Art of Influence             |
| 20    | a    | Die Kunst der Standfestigkeit        | 06.06.2008                | The Art of Being Heavy           |
| 20    | b    | Die Kunst des Affentheaters          | 06.06.2008                | The Art of Monkeying Around      |
| 21    | a    | Die Kunst des Spionierens            | 09.06.2008                | The Art of Sneaking              |
| 21    | b    | Die Kunst des blinden Sehens         | 09.06.2008                | The Art of Seeing Blind          |
| 22    | a    | Die Kunst der kleinen Siege          | 10.06.2008                | The Art of Small Victories       |
| 22    | b    | Die Kunst der Affenliebe             | 10.06.2008                | The Art of Monkey Love           |
| 23    | a    | Die Kunst des Stinkens               | 11.06.2008                | The Art of the Stink             |
| 23    | b    | Die Kunst des Tee-Trinkens           | 11.06.2008                | The Art of the Tea Ceremony      |
| 24    | a    | Die Kunst der Kunst                  | 12.06.2008                | The Art of Art                   |
| 24    | b    | Die Kunst der Verteidigung           | 12.06.2008                | The Art of Strategy              |
| 25    | a    | Die Kunst des Nasi-Go-Peng           | 13.06.2008                | The Art of the Nose Blow         |
| 25    | b    | Die Kunst des schwindeligen Meisters | 13.06.2008                | The Art of the Dizzy Master      |
| 26    |      | Die Kunst der Erinnerung (Teil 1+2)  | 16.06.2008                | The Art of Remembering           |